# 道永麻里
道永 麻里（みちなが まり）は、日本の医師。神奈川県出身。世界医師会（WMA）理事会副議長（アジア人女性として初）。公益社団法人日本医師会（JMA）常任理事。公益財団法人日本学校保健会副会長。

## 人物・経歴
神奈川県出身。上智大学外国語学部卒業。千葉大学医学部卒業。公益社団法人墨田区医師会副会長・会長、公益社団法人東京都医師会理事を経て、2012年より公益社団法人日本医師会（JMA）常任理事。日本医師会では、学校保健、国際の分野を担当。2019年より女性としてアジア初の世界医師会（WMA）理事会副議長に就任。また、公益財団法人日本学校保健会副会長も務める。